# Mahbuba Huquqmal
La Doctora Mahboba Hoqooqmal (en pastún: محبوب هقوممل‎ en persa: محبوبه هوکوکمال‎ Afganistán, 1944) es una política afgana.

## Biografía
Huqoqmal, hija de Noor Mohammed, nació en la provincia de Kabul en 1944. En 1950, ingresó en la escuela Zarghuna Ana en Kandahar. A partir de 1955, continuó sus estudios en la escuela secundaria Malalai en Kabul. Se graduó en 1961 y se matriculó en la Facultad de Derecho y Ciencias Políticas de la Universidad de Kabul. Recibió su licenciatura en 1965 y se unió a la universidad como profesora. En 1981, fue nombrada jefa del departamento de relaciones internacionales de la Facultad de Derecho y Ciencias Políticas y continuó sus servicios como tal hasta que los talibanes llegaron al poder. 
Sirvió en el consejo académico de la Facultad de Derecho, el consejo académico de la universidad, la comisión universitaria de promociones académicas, la comisión universitaria de publicaciones, el comité editorial de la revista de ciencias sociales de la Universidad y fue miembro de la comisión de investigación académica de la universidad.
Huqoqmal se desempeñó como decana de la Facultad de Derecho y directora de la Asociación de Mujeres en 1993. Con la llegada de los talibanes en 1996, emigró a Pakistán, donde enseñó en la Universidad Umahatu'al Mominin en Peshawar. En 1998, dirigió la Comisión de Defensa de los Derechos de la Mujer en Peshawar. Fue invitada como representante de la sociedad civil al Acuerdo de Bonn. 
Huqoqmal fue nombrado primer diputada a la presidencia de la comisión de emergencias Loya Jirga. Mientras tanto, se desempeñó como decana electa de la Facultad de Derecho y Ciencias Políticas de la Universidad de Kabul. También fue miembro de la comisión de emergencias y constitucional loya jirgas. 
En 2004, se desempeñó como Ministra de Asuntos de la Mujer y directora de la Asociación de Mujeres Abogadas Afganas. 
Huqoqmal escribió e investigó varios libros, entre ellos, Enfoque político de los países del Tercer Mundo, Loya Jirgas y su papel en la Constitución de Afganistán y El papel de las conferencias internacionales. 
También ha escrito numerosos artículos académicos, de investigación y sociales. 
Huqoqmal vivió en Pakistán como refugiada dos veces y ha viajado a Francia, Alemania, Polonia, Suiza, Estados Unidos, Irán, Corea del Sur, India y la ex URSS.  No es miembro de ningún partido político. Huqoqmal es miembro y presidente del Comité de Asuntos Legislativos, Justicia y Judicatura desde 2010.

## Reconocimientos
Durante sus 35 años de trabajo, recibió una medalla de educación en 1968 y 1978, una medalla de honor, así como cartas de agradecimiento de primer y segundo grado en 1985 y 1986. En 2003, recibió un premio de derechos humanos de una organización estadounidense.